# Innocentius Serpa
Innocentius Serpa, CRL (1573 - agosto de 1625) foi um prelado católico romano que serviu como bispo de Pula (1624–1625).

## Biografia
Inocêncio Serpa nasceu em Vicenza, na Itália, e foi ordenado sacerdote nos Cónegos Regulares de Latrão. No dia 12 de fevereiro de 1624, foi nomeado pelo Papa Urbano VIII como Bispo de Pula. A 18 de fevereiro de 1624, foi consagrado bispo por Pietro Valier, bispo de Ceneda, com Agostino Gradenigo, bispo de Feltre, e Vincenzo Giustiniani (bispo), bispo de Treviso, servindo como co-consagradores. Serviu como Bispo de Pula até à sua morte em agosto de 1625.